# Plstěnec
Plstěnec (Pileanthus) je rod rostlin z čeledi myrtovité. Zahrnuje 8 druhů, které jsou všechny endemity Západní Austrálie. Jsou to stálezelené drobnolisté keře s nápadnými pětičetnými květy, rostoucí na písčitých půdách.

## Popis
Plstěnce jsou stálezelené keře, dorůstající výšky až 3 metry. Listy jsou drobné, přisedlé, čárkovité nebo kyjovité, vstřícné, křižmostojné, bez palistů, vystouple žláznaté. Čepel je celokrajná nebo na okraji dřípená. Květy jsou poměrně velké, pravidelné, oboupohlavné, uspořádané v koncových chocholících. Češule je zvonkovitá, na vnější straně chlupatá, téměř po celé délce srostlá se semeníkem. Kalich je pětičetný, laloky jsou však hluboce dvoulaločné a proto vypadá jako desetičetný. Koruna je nápadně zbarvená, delší než kalich. Korunní lístky jsou většinou na vrcholu krátce zoubkaté. Tyčinek je 20, u části druhů jsou rozdvojené. Semeník obsahuje jedinou komůrku se 4 nebo 8 vajíčky. Čnělka je nitkovitá, zakončená drobnou bliznou. Plodem je jednosemenný oříšek, na jehož stavbě se podílí i vytrvalá báze češule.

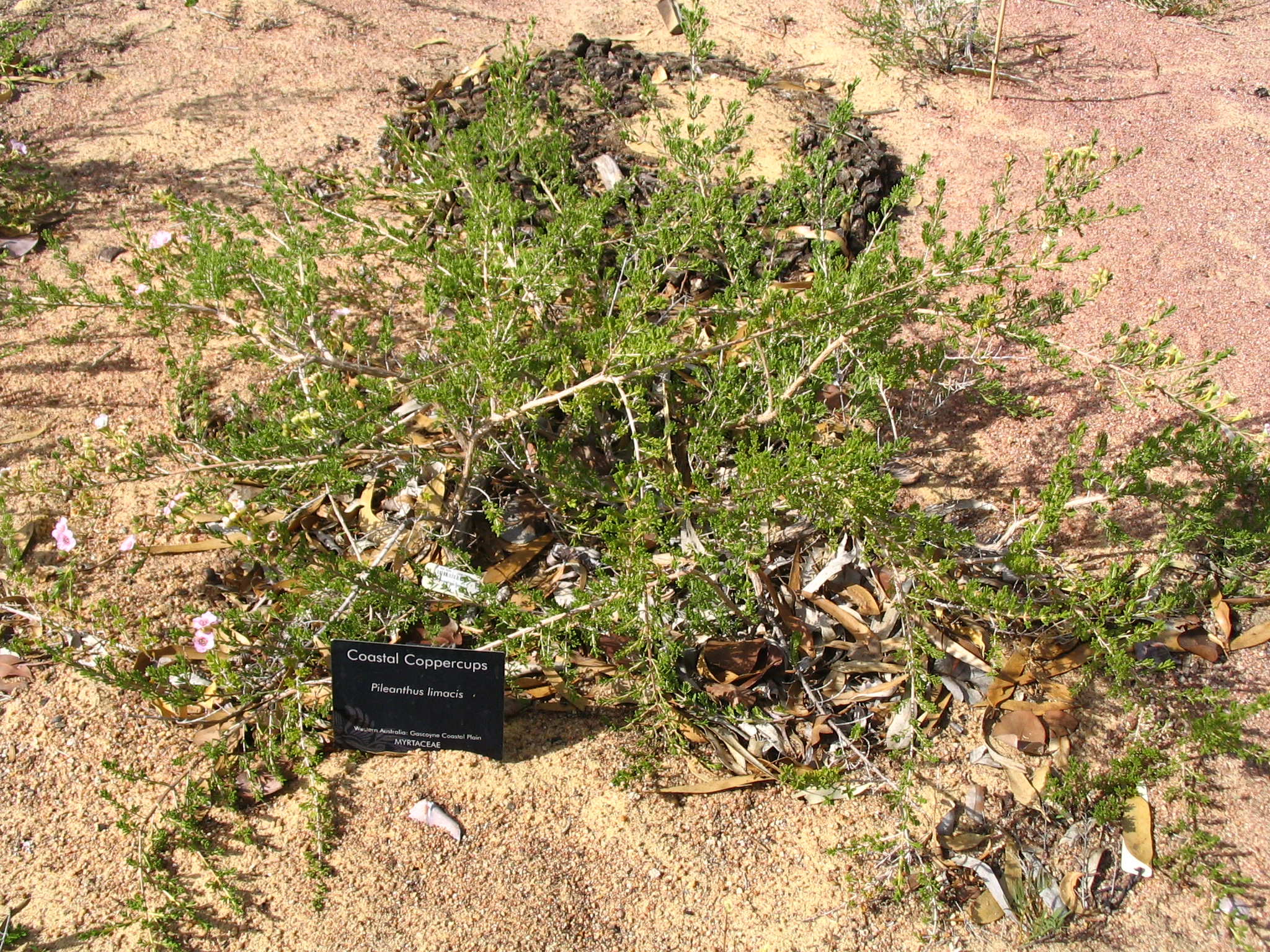
Pileanthus limacis
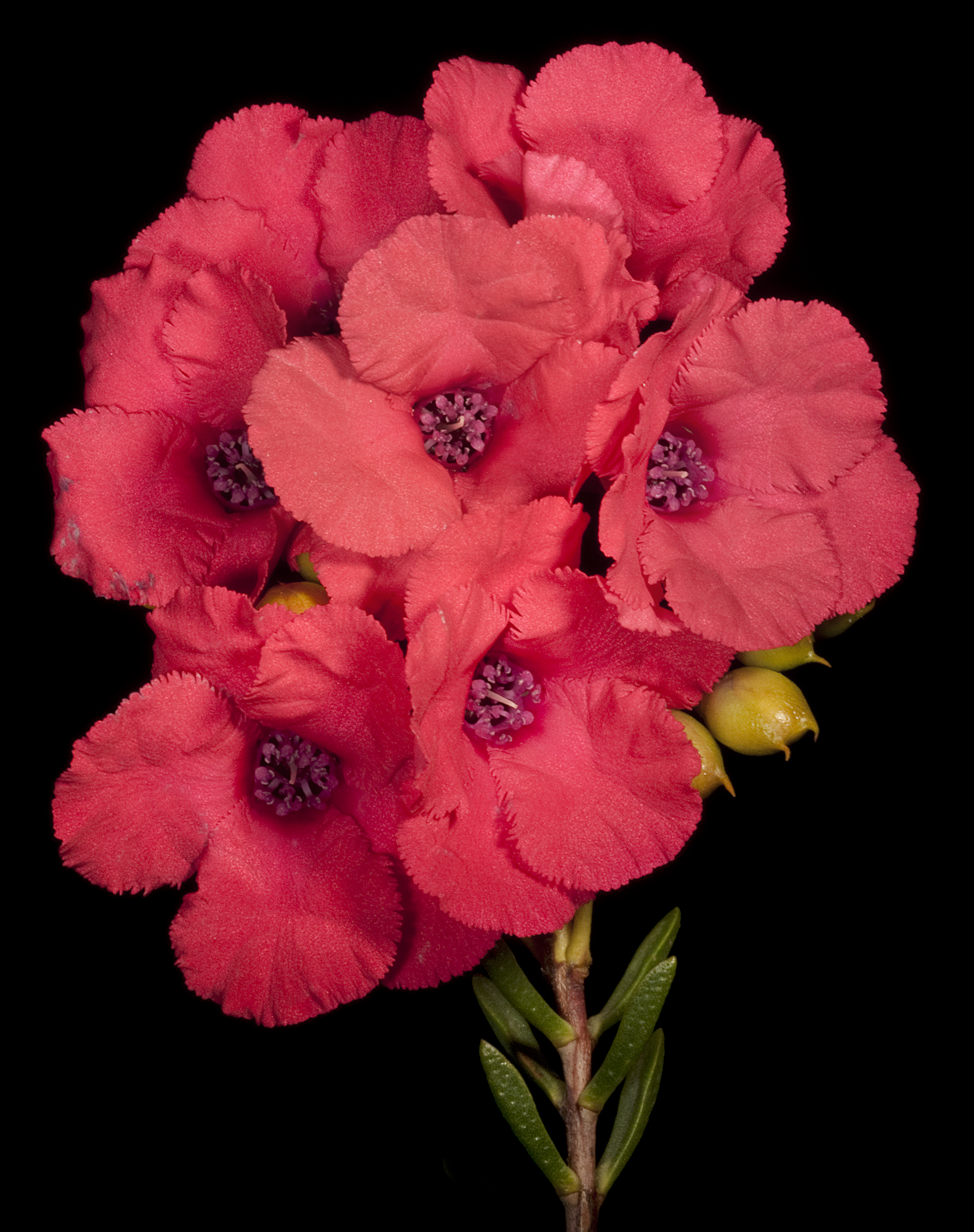
Květenství P. filifolius

## Rozšíření
Rod plstěnec zahrnuje celkem 8 druhů. Je to endemický rod Západní Austrálie. Plstěnce rostou na písčitých půdách, největší počet druhů roste na severním okraji Geraldton Sandplains.

## Ekologické interakce
Květy plstěnců jsou opylovány hmyzem.
Australská včela Euryglossa semaphore, popsaná v roce 1992, byla zjištěna výhradně na velkých, zářivě růžových květech Pileanthus filifolius. Jiné květy včetně ostatních zástupců myrtovitých nenavštěvuje.

## Taxonomie
Rod Pileanthus je v rámci čeledi myrtovité řazen do podčeledi Myrtoideae a tribu Chamelaucieae. Je blízce příbuzný rodům Chamelaucium, Darwinia a Verticordia. Odlišuje se zejména 20 plně vyvinutými tyčinkami bez staminodií a hluboce dvoulaločnými kališními lístky. Korunní lístky jsou poměrně velké a měkké, semeník je huňatý.